# Mollinedia pallida
Mollinedia pallida là một loài thực vật có hoa trong họ Monimiaceae. Loài này được Lundell miêu tả khoa học đầu tiên năm 1974.